# Islandia na Zimowych Igrzyskach Olimpijskich 1968
Islandię na Zimowych Igrzyskach Olimpijskich 1968 we francuskim Grenoble reprezentowało 4 zawodników, którzy wystartowali w 1 dyscyplinie.
Był to szósty start Islandii na zimowych igrzyskach olimpijskich.

## Wyniki

### Narciarstwo alpejskie
Mężczyźni
| Zawodnik              | Konkurencja   | Zjazd 1 | Zjazd 1 | Zjazd 2 | Zjazd 2 | Wynik łączny | Wynik łączny |
| Zawodnik              | Konkurencja   | Czas    | Poz.    | Czas    | Poz.    | Czas         | Poz.         |
| --------------------- | ------------- | ------- | ------- | ------- | ------- | ------------ | ------------ |
| Kristinn Benediktsson | Slalom gigant | 2:05.84 | 76      | 2:03.03 | 69      | 4:08.87      | 69           |
| Björn Olsen           | Slalom gigant | 2:05.79 | 75      | 2:10.81 | 76      | 4:16.60      | 72           |
| Reynir Brynjólfsson   | Slalom gigant | 2:04.73 | 72      | 2:00.58 | 65      | 4:05.31      | 67           |
| Ivar Sigmundsson      | Slalom gigant | 2:03.42 | 71      | 2:02.44 | 68      | 4:05.86      | 68           |

Slalom mężczyzn
| Zawodnik              | Eliminacje 1 | Eliminacje 1 | Eliminacje 2 | Eliminacje 2 | Finał                  | Finał                  | Finał                  | Finał                  | Finał                  | Finał                  |
| Zawodnik              | Czas         | Poz.         | Czas         | Poz.         | Czas 1                 | Poz.                   | Czas 2                 | Poz.                   | Wynik łączny           | Poz.                   |
| --------------------- | ------------ | ------------ | ------------ | ------------ | ---------------------- | ---------------------- | ---------------------- | ---------------------- | ---------------------- | ---------------------- |
| Björn Olsen           | DSQ          | –            | 58.46        | 3            | Nie zakwalifikował się | Nie zakwalifikował się | Nie zakwalifikował się | Nie zakwalifikował się | Nie zakwalifikował się | Nie zakwalifikował się |
| Reynir Brynjólfsson   | 59.85        | 5            | 1:04.70      | 3            | Nie zakwalifikował się | Nie zakwalifikował się | Nie zakwalifikował się | Nie zakwalifikował się | Nie zakwalifikował się | Nie zakwalifikował się |
| Ivar Sigmundsson      | 59.46        | 5            | 1:02.20      | 3            | Nie zakwalifikował się | Nie zakwalifikował się | Nie zakwalifikował się | Nie zakwalifikował się | Nie zakwalifikował się | Nie zakwalifikował się |
| Kristinn Benediktsson | 1:07.66      | 6            | 1:02.05      | 3            | Nie zakwalifikował się | Nie zakwalifikował się | Nie zakwalifikował się | Nie zakwalifikował się | Nie zakwalifikował się | Nie zakwalifikował się |